# Алтайский горный баран
Алта́йский го́рный бара́н, или алтайский баран, или аргали, или тянь-шаньский баран, или алтайский архар, или алтайский аргали (лат. Ovis ammon ammon) — парнокопытное млекопитающее из семейства полорогих, подвид архара (Ovis ammon).

## Внешний вид
Алтайский горный баран — крупнейший представитель рода баранов (Ovis), кроме того, обладает самыми тяжёлыми рогами. Их вес у взрослых самцов может достигать до 35 кг.
Высота в холке — 70—125 см, длина тела — 1,2—2 м, длина хвоста 13—14 см, масса тела — 70—180 кг. Продолжительность жизни — 12—18 лет.
Представители подвида имеют приземистое туловище, тонкие, но сильные конечности. Конец морды существенно светлее окраски головы и спины животного.

## Жизненный цикл
Беременность длится 5 месяцев. Новорождённый ягнёнок способен сам передвигаться и тотчас примыкает к стаду.

## Образ жизни
В популяциях  алтайских горных баранов можно выделить две группы. Первая — самки и молодые особи, вторая — самцы. На протяжении сезона размножения, который идёт с января по февраль, самцы соревнуются между собой, нанося противнику удары рогами в бока и грудную клетку.
Естественные враги — ирбисы и волки.

### Питание
Рацион составляют травы — злаки и осоки.

## Среда обитания
Зиму пережидают в долинах, а весной поднимаются в горы. Живут на каменистых склонах и горных пастбищах на высоте от 2400 до 2800 м над уровнем моря.

## Распространение

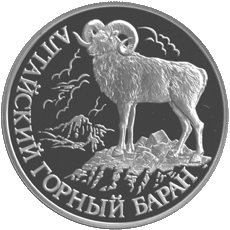
Алтайский горный баран. Монета Банка России — Серия: «Красная книга», серебро, 1 рубль, 2001 год

Обитает в горных системах Монгольского и Гобийского Алтая, а также отдельных хребтах и массивах в Восточном Казахстане, Юго-Восточном Алтае, Юго-Западной Туве и Монголии.   

## Охрана
Местные охотники убивают алтайских горных баранов ради их рогов, используемых в китайской народной медицине. Из-за того, что эти животные обитают в труднодоступных районах, невозможно контролировать их численность.